# Santuário do Bom Jesus de Jardinópolis

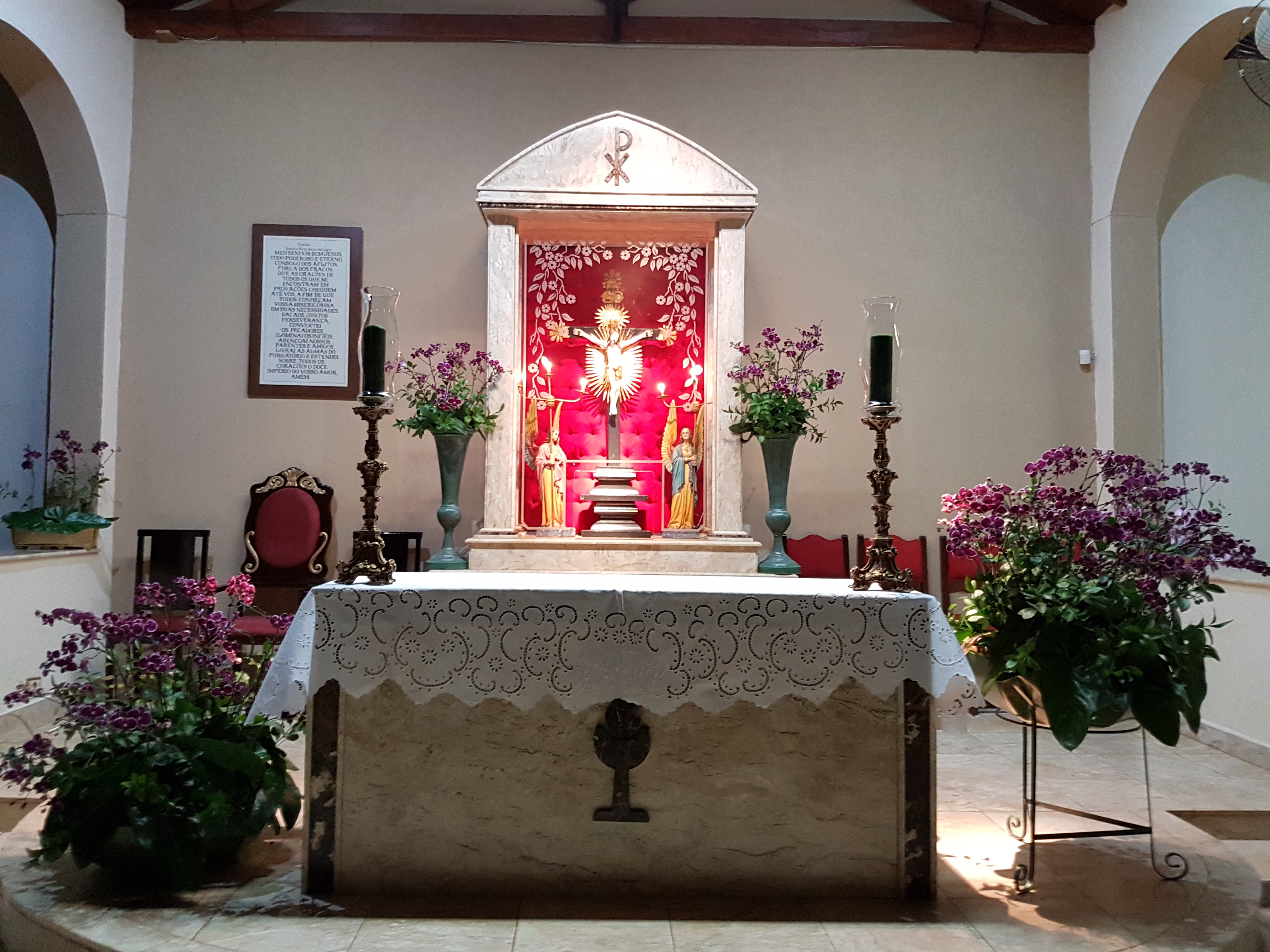
Santuário Senhor Bom Jesus da Lapa.

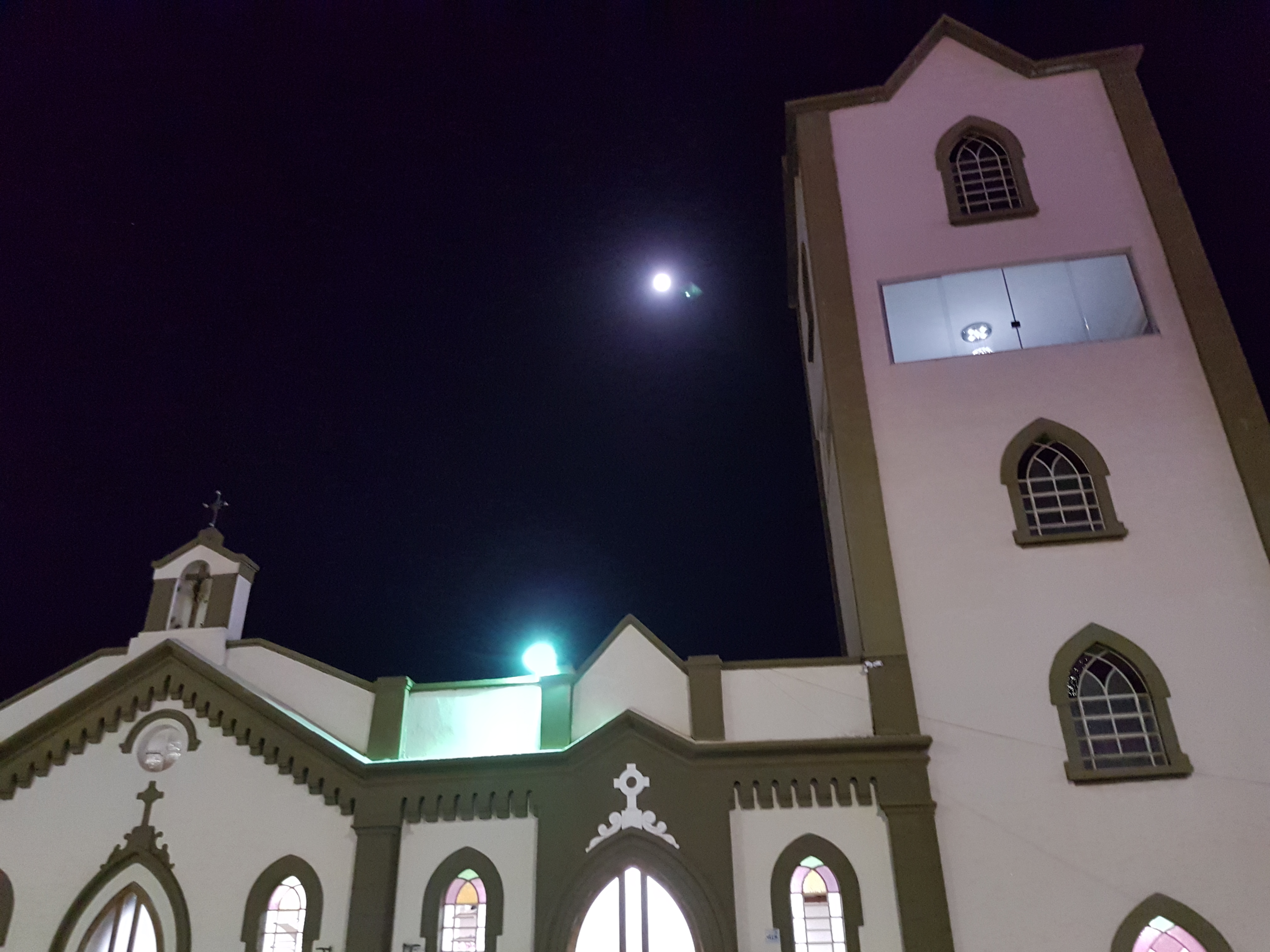
Santuário Senhor Bom Jesus da Lapa.

O Santuário do Bom Jesus de Jardinópolis é um templo católico erguido em homenagem ao Senhor Bom Jesus da Lapa no ano de 1913, em Jardinópolis, estado de São Paulo. O motivo da criação foi por uma promessa feita por Pequena do Nascimento, cega, que saiu do Santuário do Bom Jesus da Lapa, na Bahia pedindo ao Bom Jesus que voltasse a enxergar e onde acontecesse este milagre ela ergueria uma igreja em agradecimento. Hoje, a Festa em homenagem do Bom Jesus da Lapa em Jardinópolis reúne milhares de fiéis no período de 28 de Julho a 06 de Agosto (dia do padroeiro), transformando a pequena cidade em uma romaria que recebe fiéis de todo o Estado de São Paulo.